# Problema de la demarcació

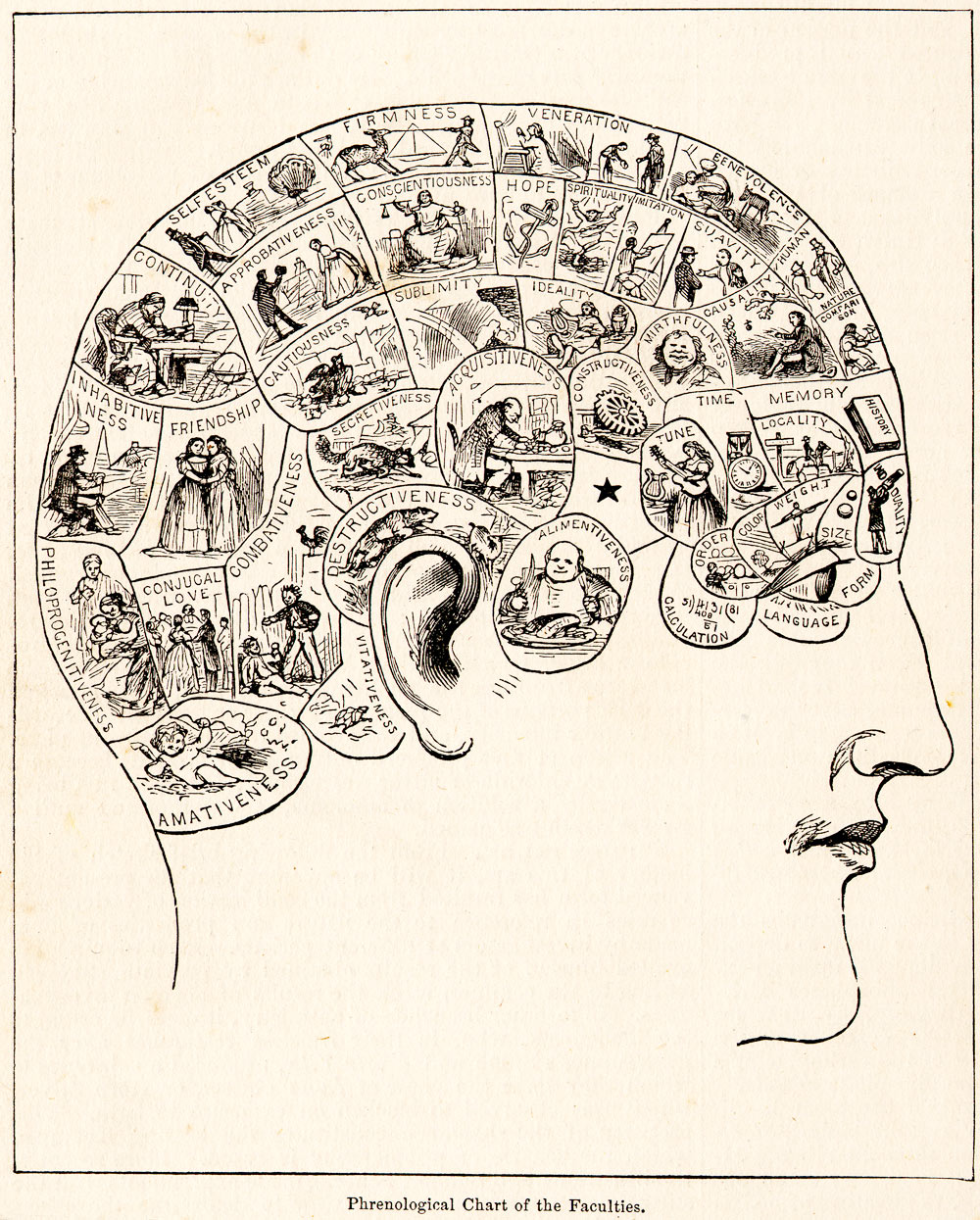
Diagrama frenològic del s. XIX. La frenologia és una pseudociència que en el passat es considerava una ciència

En filosofia de la ciència, el problema de la demarcació intenta definir els límits que han de configurar el concepte «ciència». Les fronteres se solen establir entre el coneixement científic i no científic, entre ciència i metafísica, entre ciència i pseudociència, i entre ciència i religió. El plantejament d'aquest problema, conegut com a problema generalitzat de la demarcació, inclou aquests casos. El problema generalitzat cerca trobar criteris per poder decidir, entre dues teories donades, quina n'és més «científica».
Més d'un segle després de diàleg entre filòsofs de la ciència i científics en diferents camps, i malgrat un ampli consens sobre les bases generals del mètode científic, els límits que demarquen què és ciència i què no ho és continuen debatent-se.
El problema de la distinció entre la ciència i la pseudociència té serioses implicacions ètiques i polítiques. El Partit Comunista de l'URSS declarà (1949) pseudocientífica la genètica mendeliana —per «burgesa i reaccionària»— i obligà els seus defensors com Vavílov a morir en camps de concentració. En l'altre extrem de l'espectre polític, algunes empreses i associacions de la indústria del petroli, acer i automòbils, entre d'altres, formaren grups de pressió per negar l'origen antropogènic del canvi climàtic contra l'aclaparant majoria de la comunitat científica.

## Història

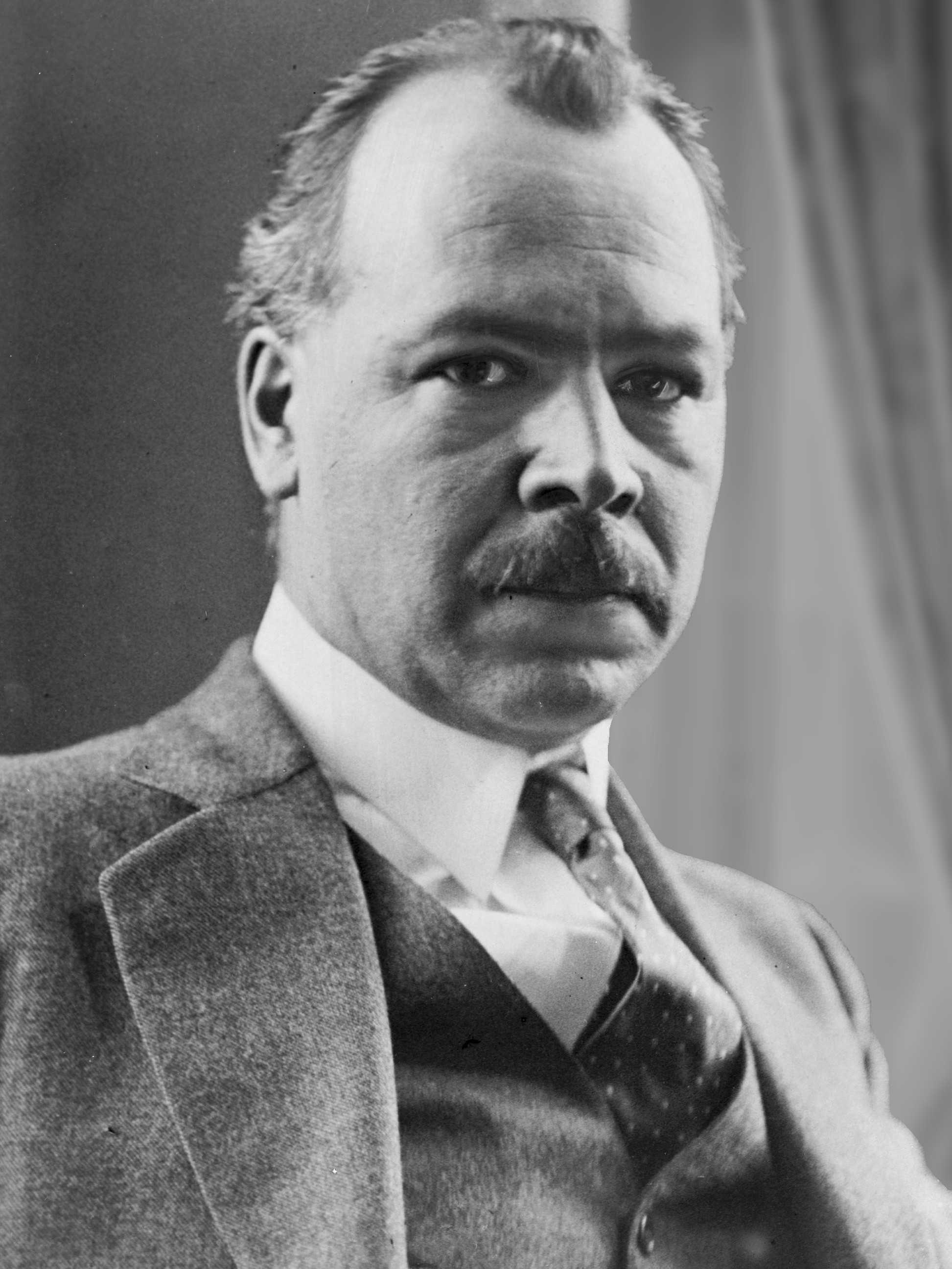
Nikolai Vavílov (foto) el 1940 fou empresonat per defensar la genètica mendeliana, considerada una «pseudociència burgesa» que s'oposava al lysenkoisme recolzat per Stalin

### Antecedents
El primer exemple en la història occidental sobre la demarcació del coneixement apareix en l'Grècia antiga, en què es tractà el problema de les diferències entre el veritable coneixement (en grec ἐπιστήμη, episteme) i l'opinió (δόξα, doxa). A tall d'exemple, per a Plató, l'episteme només pot existir en el món de les idees (coneixement intel·lectual pur) però no en el món sensible, que al seu parer és enganyós (cf. «al·legoria de la caverna»).
En l'antiga Roma, Ciceró escrigué De divinatione, una font històrica per conéixer la concepció de la cientificitat en l'antiguitat romana clàssica.
Més tard, Kant intentà delimitar el camp de les ciències naturals de la metafísica, i sentà un precedent metodològic per establir els criteris de demarcació del que és i no és ciència natural. (Cf. Crítica de la raó pura i Prolegòmens a tota metafísica futura que puga presentar-se com a ciència).
David Hume (1711-1776) estableix els principis teòrics antimetafísics (en concret el problema de la inducció) que tindrien gran influència en el positivisme lògic. Serà en el Cercle de Viena, amb Rudolf Carnap (1891-1970), Alfred Jules Ayer (1910-1989) i Karl R. Popper (1902-1994), en què s'abordarà el criteri de demarcació de la ciència respecte a la metafísica.
 
| «                                                                         | Si prenguéssem qualsevol volum de teologia o metafísica escolàstica, per exemple, i ens preguntàssem ¿conté cap raciocini abstracte sobre el nombre o la quantitat? No. ¿Conté cap raonament experiencial sobre qüestions de fet i d'existència? No. Doncs, llencem-lo a les flames: només pot contenir sofismes i il·lusió”. | » |
| — Hume., Investigació sobre l'enteniment humà. Secció XII, 132, pàg. 211. | |   |

Charles Sanders Peirce (1839 - 1914) aborda els problemes moderns de la ciència, la veritat i el coneixement i amb ell es forja el concepte de fal·liblisme, precursor de la idea de falsabilitat.

### Separació entre ciència i religió

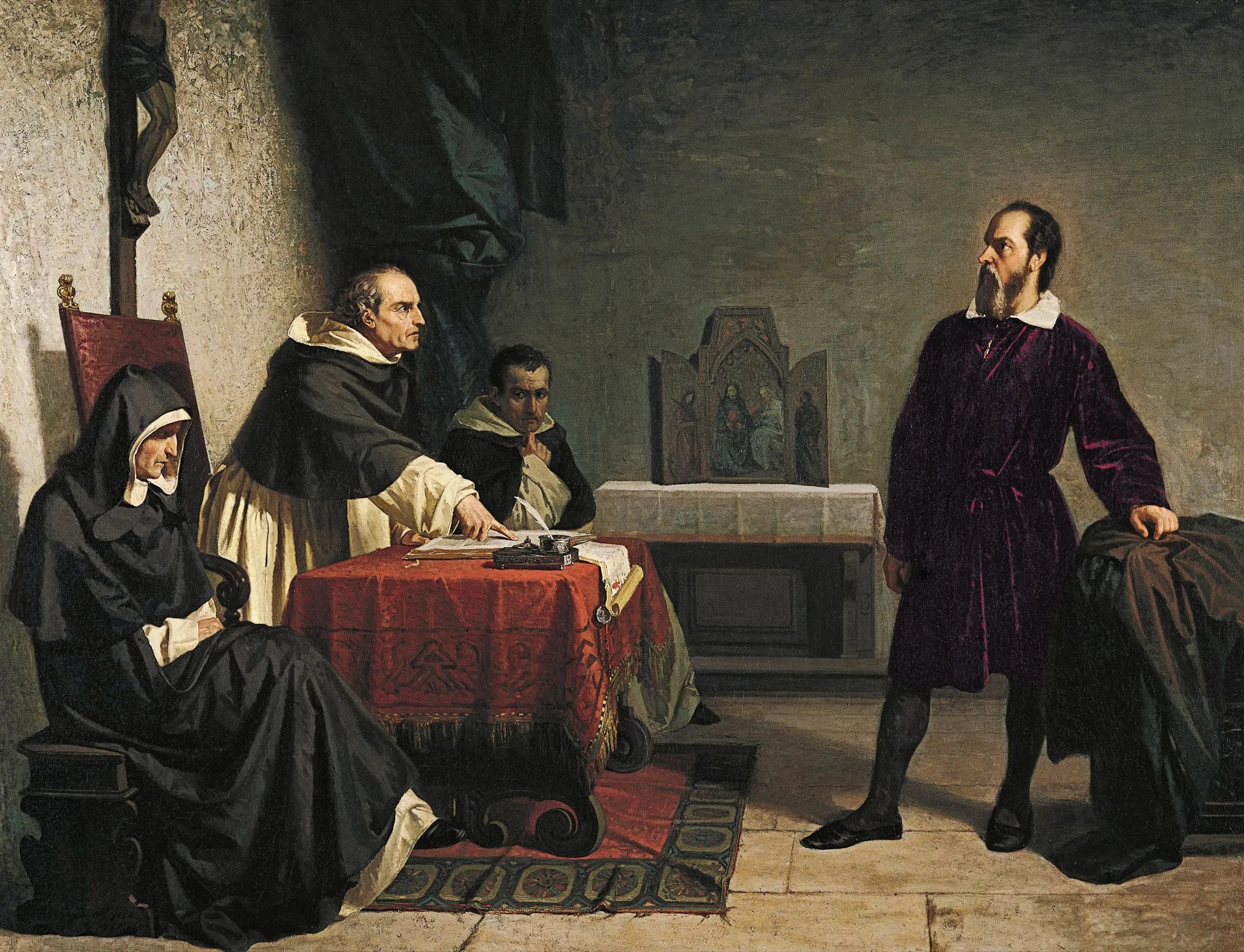
Galileo Galilei davant la Santa Inquisició. Pintura de Cristiano Banti, del 1857

El problema de la demarcació és una qüestió relativament recent. Data del moment en què la ciència i la religió aconsegueixen independència una de l'altra. El 1874, l'influent historiador de la ciència John William Draper publica Història del conflicte entre religió i ciència. Hi retrata la història del desenvolupament científic com una guerra contra la religió. Aquesta visió la fomentaren seguidors tan prestigiosos com Andrew Dickson White en el seu assaig Una història de les guerres entre la ciència i la teologia en la cristiandat (en línia).
Alguns fets llegendaris en la història de la ciència són populars gràcies a Draper i White. Entre aquests fets expliquen, per exemple, que Copèrnic s'hagué de retractar per haver editat De Revolutionibus Orbium Celestium per por a la persecució de l'Església; i el fet que els cristians de l'edat mitjana creien que el sol es movia a l'entorn de la Terra (geocentrisme).
En termes històrics, la relació entre ciència i religió ha sigut molt complexa. Molts científics eren religiosos, i la religió a vegades motivà recerques científiques. Això no obstant, com observen Draper i White, cap al final del s. XIX, la ciència i la religió començaren a adoptar clarament posicions enfrontades, fenomen gradual que arribà al clímax en els debats sobre la teoria de l'evolució de Charles Darwin.
Ja abans de la publicació de Darwin de L'origen de les espècies hi hagué precursors, però fou arran d'aquest treball que el debat es feu popular per la difusió en la premsa, i esdevingué la punta de l'iceberg de les tensions entre ciència i religió. Cal afegir que aquest conflicte es manté, en l'essencial, encara hui.
El treball de Draper i White prové directament d'aquest clima social, i el seu model de ciència i religió com a contraris eterns es va convertir socialment en un debat dominant. Els sociòlegs de la ciència han estudiat els intents d'erigir clares distincions entre ciència i no-ciència com un treball perifèric, emfasitzant el risc que suposa tal empresa.

### Positivisme lògic
El positivisme és un corrent filosòfic que adopta, a grans trets, una actitud cientificista i antimetafísica, i confia en la humanitat i en el seu progrés indefinit. Aquest enfocament proclama la legitimitat i validesa del coneixement provinent de les ciències empíriques. Per això es considera que la filosofia tradicional, entesa sobretot com a metafísica o coneixement especulatiu sense necessitat de comprovació empírica, s'ha de substituir per una altra que tinga com a objectiu entendre la natura i els mètodes científics, fonamentalment les ciències de la natura (astronomia, física, química i biologia). El positivisme s'enllaça amb una ontologia materialista.

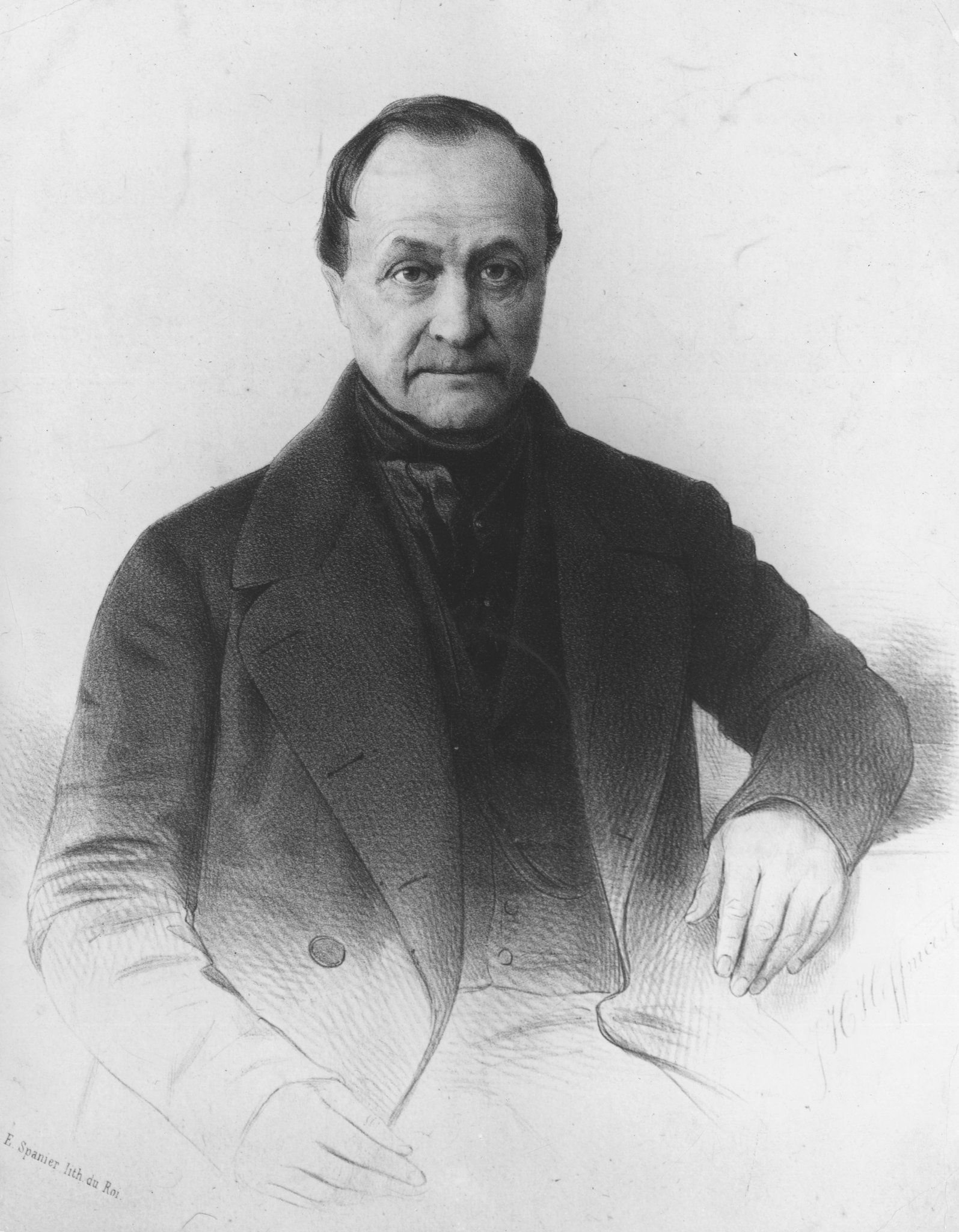
Auguste Comte

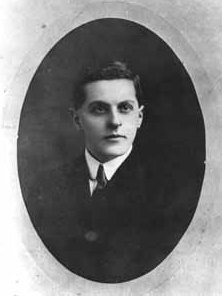
Ludwig Wittgenstein

Històricament la filosofia positivista sorgeix en el s. XIX, i els màxims exponents en són Auguste Comte (1798-1857) i Ernst Mach (1838-1916). El primer emprà la paraula "positivisme", presa del filòsof francès Saint-Simon (1760-1825), per a designar el seu pensament. Així, denominà estadi positiu l'etapa del progrés humà en què la ciència esdevé la principal força social, superant períodes anteriors de caràcter metafísic i religiós en què dominaven les supersticions i les creences.
Amb la influència d'Ernst Mach i l'austríac Ludwig Wittgenstein (1889-1951), el positivisme cientificista es transformà en el segle xx donant lloc al positivisme lògic, neopositivisme o empirisme lògic.
El seu manifest fundacional s'edità el 1929 amb el nom Concepció científica del món: Cercle de Viena. El neopositivisme presenta un enfocament de la metodologia científica elaborat de manera precisa amb la lògica formal, i intenta reduir la recerca científica al mètode i llenguatge de la física (fisicalisme). Amb aquest programa filosòfic i científic el neopositivisme contribuí a impulsar la filosofia de la ciència durant el s. XX.
Tot i que els empiristes lògics presentaren una visió general de la ciència que abastava els seus aspectes gnoseològics i metodològics, potser la seua tesi més coneguda siga la que sosté que un enunciat és cognitivament significatiu només si té un mètode de verificació empírica o si és un enunciat analític, tesi coneguda com "del significat per verificació".
Solament els enunciats de la ciència empírica compleixen el primer requisit, i sols els enunciats de la lògica i les matemàtiques en compleixen el segon.

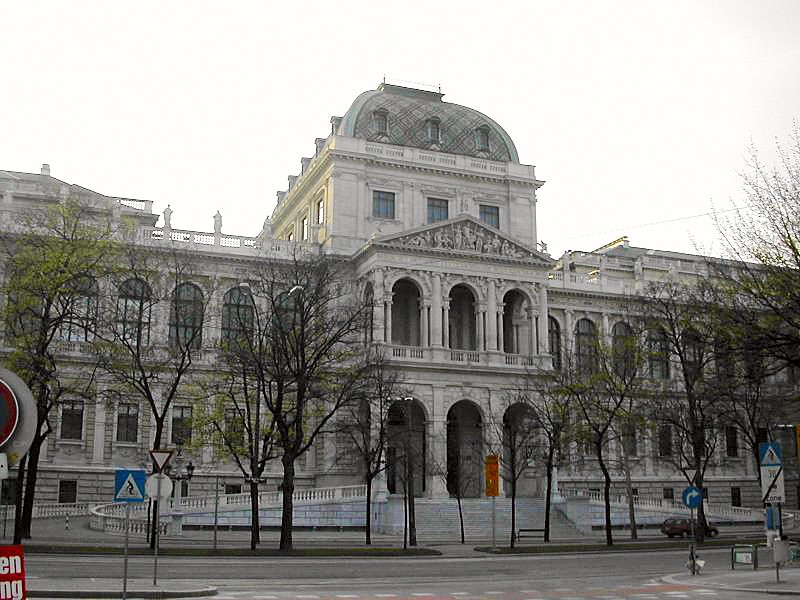
Entrada de la Universitat de Viena, el lloc de naixement del Cercle de Viena en els anys 1920

Els enunciats típicament filosòfics no compleixen cap d'aquests dos requisits, per tant, la filosofia, en si mateixa, ha de passar de ser un corpus de proposicions a un mètode d'anàlisi lògica dels enunciats científics. Les posicions dels empiristes lògics quant a alguns temes clau de la filosofia científica (l'origen del sentit dels enunciats, la posada a prova de les teories, el concepte d'explicació científica i la unitat de la ciència, entre altres) es coneixen amb el nom de "concepció heretada" (received view).
Aquesta nova concepció de la ciència com una cosa que no sols és independent de la filosofia i metafísica, sinó que fins i tot arriba a oposar-s'hi, provocà la pregunta: ¿què és el que les separa? Els primers a donar-hi una resposta foren els membres del Cercle de Viena (Moritz Schlick, Rudolf Carnap, Kurt Gödel, Carl Hempel i altres). La seua postura filosòfica, coneguda com a positivisme lògic, sostenia una teoria de significat que mantingués que només els enunciats sobre observacions empíriques eren significatius, i afirmaven que els enunciats que no es derivaven d'aquesta manera (incloent-hi els enunciats religiosos i metafísics) mancaven per naturalesa d'autèntic significat (vegeu verificacionisme).
El positivisme del Cercle de Viena considera un enunciat científic quan se'n pot deduir d'altres que s'han comprovat. Entre els seus principis bàsics destaca la verificabilitat com a criteri de demarcació entre ciència i no ciència
, contraposat a la lògica de la refutació i verificació.

### Falsacionisme
El falsacionisme o racionalisme crític és un corrent epistemològic fundat per Karl Popper (1902-1994). Per a ell, contrastar una teoria significa intentar refutar-la amb un contraexemple. Si no es pot refutar, queda "corroborada" i es pot acceptar provisionalment; però no està verificada. Cap teoria és absolutament vertadera, sinó com a màxim "no refutada". El falsacionisme és un dels pilars del mètode científic.

### Kuhn i els canvis de paradigma

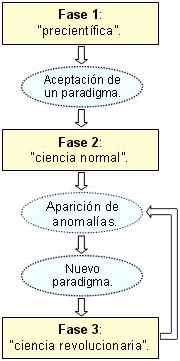
Esquema de les fases de la ciència segons Thomas Kuhn

Thomas Kuhn, historiador de la ciència, ha estat molt influent en la filosofia de la ciència, i sovint es troba connectat amb el que s'ha anomenat postpositivisme o postempirisme. En la seua obra de 1962, L'estructura de les revolucions científiques, Kuhn dividia el procés de fer ciència en dues empreses diferents, les quals anomenà ciència normal i ciència extraordinària (de vegades també anomenada ciència revolucionària). El procés de la ciència "normal" és el que la majoria dels científics segueixen mentre treballen amb el que ell anomena el paradigma acceptat hui per la comunitat científica, i que en aquest context de les idees de Karl Popper sobre el falsacionisme, així com la idea d'un mètode científic, estan vigents encara.
Aquest treball és el que Kuhn denomina "resolució de problemes": treballar dins dels límits de la teoria actual i les seues implicacions quant a quin tipus d'experiments haurien o no de ser fructífers. Durant el procés de realitzar ciència "normal", però, Kuhn argumenta que es produeixen anomalies, i algunes en duen a una extensió del "paradigma" dominant amb la intenció d'explicar-les, i per a altres no se'n pot trobar una explicació satisfactòria amb el model vigent. Quan s'han acumulat prou anomalies així, i els científics pertanyents a cada camp les troben significatives (cosa que sovint és un judici molt subjectiu), s'enceta un "període de crisi", i Kuhn sosté que alguns científics comencen a participar en una activitat de ciència "extraordinària". En aquesta fase, es reconeix el model antic com fonamentalment defectuós i no se'l pot adaptar per a més ús, de manera que les idees totalment noves (o de vegades idees velles i abandonades) són altra volta considerades, la majoria de les quals fallaran. En aquesta etapa, però, es crea un nou "paradigma" i després d'un temps de "canvi de paradigma", s'accepta el nou paradigma com a norma per la comunitat científica i s'integra en el treball previ, i el vell paradigma queda relegat als llibres d'història. L'exemple clàssic n'és el canvi de la física de Maxwell-Newton a la mecànica quàntica-einsteniana de principis del segle xx.
Si el bandejament de les teories científiques se sostingués només per una simple falsació, d'acord amb Kuhn, aleshores cap teoria sobreviuria durant prou de temps per ser fructífera, ja que totes les teories inclouen anomalies.
El procés amb què Kuhn deia que s'acceptava un nou paradigma per la majoria de científics indicaria una possible demarcació entre ciència i pseudociència, mentre que descartava per simple el falsacionisme de Karl Popper. En lloc d'això, Kuhn argumenta que un nou paradigma s'accepta sobretot perquè té una capacitat superior per a resoldre problemes que apareixen en el procés científic "normal". Això és, el valor d'un paradigma científic és el seu poder de predicció i la seua capacitat de donar solucions a nous problemes mentre continua satisfent tots els problemes resolts pel paradigma al qual substitueix.
La demarcació pot ser problemàtica en casos en què els mètodes científics estàndards (experiments, lògica...) per avaluar una teoria o una hipòtesi no es poden aplicar per alguna raó. En seria un exemple diferenciar l'estatus científic de la meteorologia o la medicina d'una banda i l'astrologia de l'altra; tots aquests camps fallen a predir amb exactitud allò que diuen ser capaços de predir, i tots són capaços d'explicar les fallades de les seues prediccions.

### Imre Lakatos i el seu programa de recerca científica

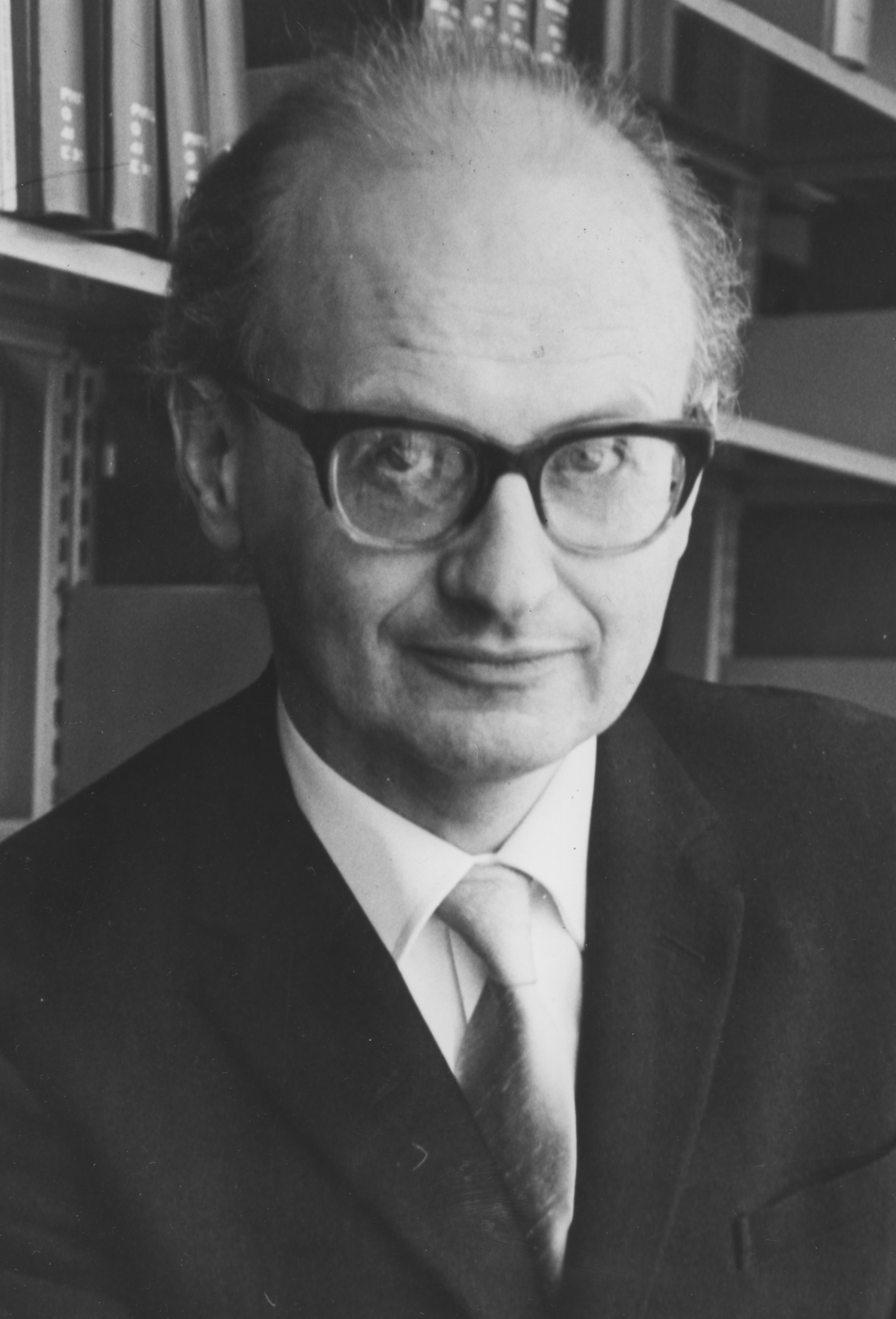
Imre Lakatos, ca. 1960

Imre Lakatos assenyala alguns problemes del falsacionisme de Popper en La lògica de la recerca científic, queell anomena falsacionisme ingenu, recolzant-se en casos de la història de la ciència. Critica també la idea de revolució científica de Kuhn, i la inconmensurabiltatd entre paradigmes de Kuhn i Paul Feyeraben, ja que defensa que si els paradigmes no són comparables ni inconsistents entre si, amb un diccionari es poden fer consistents i comparables.
Lakatos, en la seua obra Proves i refutacions, considera que la teoria de Karl Popper és incorrecta, perquè tota teoria (com la de Newton), naix amb un conjunt de "fets" que la refuten en el mateix moment que és creada.
La proposta de Lakatos és un falsacionisme sofisticat que al seu parer esmena els problemes abans esmentats. Així, afirma que les teories no s'han d'observar d'una en una, sinó en conjunts de teories relacionades en una sèrie de modificacions que conformen el que anomena un "programa de recerca".
Imre Lakatos proposa que la ciència avança amb programes de recerca, no per hipòtesis aïllades d'assaigs i errors, de conjectures i refutacions. El seu nucli es protegeix de les refutacions per un cinyell d'hipòtesis auxiliars, i per una heurística de solució de problemes que, "amb l'ajut de tècniques matemàtiques sofisticades, assimila les anomalies i fins i tot les transforma en evidències positives". La teoria de la gravitació de Newton, la teoria de la relativitat d'Einstein, la mecànica quàntica, el marxisme, el freudisme són programes de recerca, però no tots són "igualment bons", això és, hi ha programes científics o progressius (la teoria porta al descobriment de fets nous) i pseudocientífics o regressius (les teories són fabricades només per acomodar els fets ja coneguts).
Com a criteri de demarcació entre ciència i no-ciència, afirma que una teoria és científica si és progressiva empíricament (i això implica ser progressiva teòricament): si prediu fets nous i n'explica part a més dels ja coneguts. Un programa amb aquestes característiques serà progressiu.

### Feyerabend i el problema de l'autonomia en la ciència

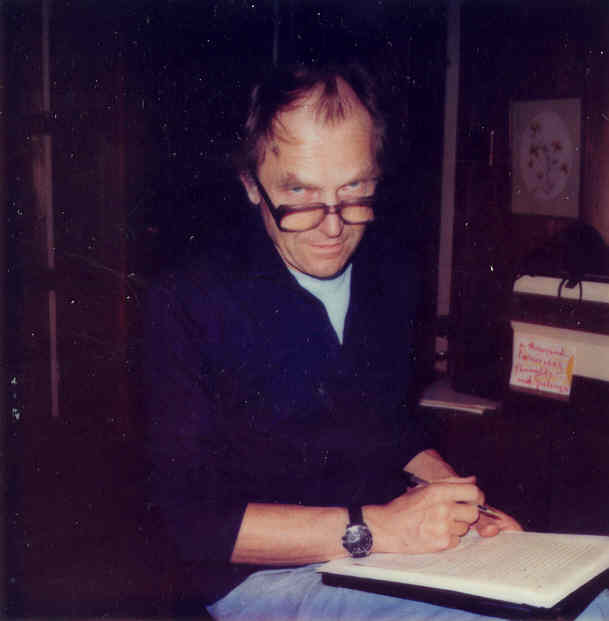
Paul Feyerabend a Berkeley

Després de Kuhn, hi ha hagut una tendència a esfumar la diferència entre ciència i no-ciència, perquè el treball de Kuhn feu qüestionar l'ideal popperià de simple demarcació, i emfasitzà el caràcter humà, la subjectivitat dels canvis científics. El filòsof de la ciència Paul Feyerabend dugué aquests arguments al límit, argumentant que la ciència no ocupa un lloc especial per la seua lògica o el seu mètode, de manera que qualsevol intent de revestir-se d'una autoritat especial per part dels científics no se sosté. Això conduí a un acostament democràtic o anarquista a la formació de coneixement. Argumentà que no es pot trobar cap mètode en la història de la pràctica científica que no haja estat capgirat en algun moment de l'avanç en el coneixement científic.
 
| «                  | La meua intenció no és abolir les regles ni demostrar que no en tenen gens de valor. La meua intenció més aviat és ampliar l'inventari de regles i proposar-ne un ús diferent. Aquest ús és el que caracteritza la meua posició i no el contingut determinat de les regles. | » |
| — Feyerabend, 1975 | |   |

Tant Imre Lakatos com Feyerabend indiquen que la ciència no és una manera independent de raonament, sinó que és inseparable del més ampli corpus del pensament humà i de la cerca cognitiva. Així, doncs, les qüestions sobre veritat i falsedat, i el raonament correcte o incorrecte, no són sols empíriques. Moltes preguntes significatives no es poden contestar empíricament; no sols en la pràctica, sinó per principi.
D'acord amb aquest raonament, la dificultat que tenen els teòrics de cordes per aplicar la ciència experimental no qüestionaria el seu estatus com a científics. En Adeu a la raó, del 1987, Feyerabend adverteix que tampoc es poden menysprear com a inútils l'astrologia o la medicina alternativa, a les quals atribueix un estatus científic.

### Mètode Thagard
Darrerament ha decaigut l'interés en el problema de la demarcació, en part perquè hi ha la sospita que és un problema inabordable.
Per exemple, molts exemples "obvis" de pseudociència han demostrat ser falsables, o verificables, o revisables. Per això, molts criteris proposats per a la demarcació no n'han resultat útils.

### Rebuig del plantejament del problema de Larry Laudan
Larry Laudan, després d'examinar alguns intents històrics d'establir un criteri de demarcació, conclogué que la filosofia havia fracassat en el propòsit de distingir ciència de no-ciència i de pseudociència.
Cap dels plantejaments anteriors l'acceptarien com a vàlid la majoria d'epistemòlegs ni, al seu parer, se n'hauria d'acceptar cap. Remarcà que moltes creences ben fonamentades eren acientífiques i moltes conjectures científiques no estaven ben fonamentades.
A més, els criteris de demarcació s'utilitzaren històricament com a machines de guerre en polèmiques entre "científics" i "pseudocientífics".
Laudan il·lustrà la convicció que la qüestió de si una creença està ben fonamentada o no és més aviat un assumpte pràctic, si té rellevància filosòfica o si és científica o no.
El criteri de demarcació entre ciència i no-ciència era un pseudoproblema que s'hauria de reemplaçar per un enfocament sobre la distinció entre coneixement confiable i no confiable, sense entrar si el coneixement és científic o no.
Laudan consideraria com a paraules buides "pseudociència" o "no científic", associades al discurs de polítics i sociòlegs.

### Caracterització bungeana
La caracterització bungeana de la ciència és la resposta de l'epistemòleg Mario Bunge al "fracàs" de "tempteigs simplistes" davant la complexitat de la ciència.(22)

## El problema de la demarcació en l'actualitat

### El criteri
A hores d'ara el criteri de demarcació entre ciència i no-ciència varia segons l'àmbit epistemològic que es considere analitzar (ciències naturals, socials, matemàtiques o lògica).

### La demarcació en el mètode científic contemporani
Els criteris perquè un sistema de premisses, mètodes i teories es puguen qualificar com a ciència hui varien en els detalls d'aplicació a aplicació i varien de manera significativa entre les ciències naturals, socials i formals. Els criteris inclouen típicament (1) la formulació d'hipòtesi que complisquen el criteri lògic de contingència, derogació o el falsacionisme i els criteris relacionats de practicitat i empirisme; (2) uns fonaments basats en evidències empíriques; i (3) l'ús del mètode científic. Els procediments de la ciència solen incloure directrius heurístiques, com ara principis d'economia conceptual o la navalla d'Occam. Un sistema conceptual que no puga reunir un nombre significatiu d'aquests criteris segurament es considerarà no científic.
Aquesta és una llista de característiques addicionals desitjables en una teoria científica:
- Consistent. No genera contradiccions lògiques òbvies i compleix el formalisme científic: és consistent amb les observacions.
- Parsimoniosa. Econòmica en el nombre de pressuposicions i hipòtesis.
- Pertinent. Descriu i explica fenòmens observats.
- Falsable i testeable. Vegeu falsacionisme i verificacionisme.
- Reproduïble. Fa prediccions comprovables per qualsevol observador, amb intents que es poden estendre en el futur.
- Corregible i dinàmica. Es pot modificar conforme se'n facen noves observacions.
- Integradora i robusta. Considera les teories prèvies com a aproximacions i permet que teories futures la integren. ("Robusta" ací es refereix a l'estabilitat en sentit estadístic.) Vegeu principi de correspondència.
- Provisional o temptativa. No afirma la certesa absoluta de la teoria.

### L'actual situació de crisi i les seues conseqüències
Com es pot comprovar en la història del problema de la demarcació, alguns filòsofs han intentat resoldre el problema i han arribat a conclusions molt discordantes.
La gran dificultat de trobar un criteri inequívoc i acceptat ha obert la sospita que el que és ciència assumeix un valor de contingència derivat de la seua dependència a un determinat marc sociocultural.

## Temes vinculats
En l'estudi i discussió sobre els límits entre el coneixement científic i no científic, entre ciència i pseudociència, i entre ciència i religió, no poden passar-se per alt teories tan noves i suggeridores com l'holisme, el reduccionisme i l'emergentisme (aquest, per exemple, estudia la relació entre la perspectiva fenomenològica —subjectiva— i la fenomènica —objectiva— de la realitat), i fins i tot les més exòtiques del viatge en el temps i la retrocausalitat (la possibilitat d'accedir al passat i modificar-lo).
Tampoc s'han d'oblidar els molts filòsofs, divulgadors i científics de renom que han abordat, des de diferents perspectives —algunes fregant la pseudociència i la superstició—, les grans qüestions ontològiques i epistemològiques en debat: Carl Gustav Jung i Wolfgang Ernst Pauli (concepte de la sincronia), Hugh Everett (el multivers), Frank J. Tipler (la idea d'un déu «informàtic» continguda en la seua teoria del punt omega; la màquina del temps), Carl Sagan (cerca de vida extraterrestre), Paul Davies (astrobiologia, màquina del temps), John Cramer (retrocausalitat), Kurt Gödel (teoremes de la incompletitud, sobre els límits del coneixement científic; viatge en el temps; demostració lògica de l'existència de déu), Ludwig Wittgenstein (filosofia del llenguatge, límits del coneixement)... Aquest últim, model i inspiració de positivistes en el seu temps, acabà la seua obra cabdal, Tractatus logico-philosophicus, amb la següent frase lapidària, citada mil vegades: «Del que no es pot parlar cal callar».